# Malval
Malval là một xã thuộc tỉnh Creuse trong vùng Nouvelle-Aquitaine miền trung nước Pháp. Xã này nằm ở khu vực có độ cao trung bình 200 mét trên mực nước biển.

## Địa lý
Thị trấn nằm hai bên bờ sông Petite Creuse, cự ly khoảng 12 dặm (19 km) về phía bắc Guéret tại giao lộ các tuyến đường D56 và tuyến đường D6.

## Dân số
| 1962                                                        | 1968 | 1975 | 1982 | 1990 | 1999 | 2005 |
| ----------------------------------------------------------- | ---- | ---- | ---- | ---- | ---- | ---- |
| 64                                                          | 72   | 55   | 53   | 50   | 57   | 58   |
| Số liệu điều tra dân số từ năm 1962 Dân số chỉ tính một lần |      |      |      |      |      |      |

## Địa điểm nổi bật
- Nhà thờ St.Valérie, từ thế kỷ 12.
- Phế tích lâu đài thế kỷ 14.